# Queen on Fire – Live at the Bowl
Queen on Fire – Live at the Bowl ist das 2004 erschienene, vierte Livealbum der britischen Rockgruppe Queen und enthält die Live-Aufnahme des Open-Air-Konzerts in der National Bowl in Milton Keynes am 5. Juni 1982. Dieses Abschlusskonzert des europäischen Abschnitts der „Hot Space“-Tournee war für eine Fernseh-Aufzeichnung gefilmt worden.
Im Rahmen dieser Tour begleitete mit Morgan Fisher erstmals ein zusätzlicher Keyboarder die Band. Als weitere Premiere war der Bassist John Deacon zum ersten Mal bei einem Live-Auftritt von Queen auch als Rhythmusgitarrist (in Staying Power) zu hören.

## Titelliste
CD 1:
1. Flash (May) – 1:54
2. The Hero (May) – 1:44
3. We Will Rock You (Fast) (May) – 3:17
4. Action This Day (Taylor) – 4:52
5. Play the Game (Mercury) – 4:30
6. Staying Power (Mercury) – 4:03
7. Somebody to Love (Mercury) – 7:53
8. Now I’m Here (May) – 6:18
9. Dragon Attack (May) – 4:16
10. Now I’m Here (Reprise) (May) – 2:20
11. Love of My Life (Mercury) – 4:22
12. Save Me (May) – 4:00
13. Back Chat (Deacon) – 5:02

CD 2:
1. Get Down, Make Love (Mercury) – 3:39
2. Guitar Solo (May) – 6:22
3. Under Pressure (Queen/Bowie) – 3:47
4. Fat Bottomed Girls (May) – 5:25
5. Crazy Little Thing Called Love (Mercury) – 4:15
6. Bohemian Rhapsody (Mercury) – 5:38
7. Tie Your Mother Down (May) – 4:09
8. Another One Bites the Dust (Deacon) – 3:49
9. Sheer Heart Attack (Taylor) – 3:25
10. We Will Rock You (May) – 2:08
11. We Are the Champions (Mercury) – 3:28
12. God Save the Queen (Trad. Arr. May) – 1:26

Die Zeitangaben beziehen sich auf die CD-Titel inklusive Ansagen und Applaus. Vor Love of My Life spielte Brian May einen kurzen Ausschnitt aus dem Intro von Las palabras de amor (das sonst abgesehen vom Freddie Mercury Tribute Concert kein einziges Mal auf dem Programm eines Queen- oder Solo-Konzerts stand).
Aufgenommen wurde der Mitschnitt von Reinhold Mack und Mick McKenna; assistiert wurden sie dabei von Pete Stevens und Greg Cox (im Rolling Stones Mobile). Die „Executive Producers“ waren Brian May und Roger Taylor; produziert wurde das Album von Justin Shirley-Smith.

## Equipment
Zusätzlich zu den Instrumenten der Musiker sind die Hersteller angegeben:
- Klavier: Steinway
- akustische Gitarre: Ovation Pacemaker
- Bassgitarre: Fender Precision
- Gitarre (Deacon in Staying Power, May in Crazy Little Thing Called Love): Fender Telecaster
- Schlagzeug: Ludwig
- Gong: Paiste
- E-Gitarre (May): Red Special
- Synthesizer: Roland Jupiter-8

## DVD-Bonus-Material
Die DVD beinhaltet eine zusätzliche Disc mit umfangreichem Bonus-Material. Dazu zählen ein Backstage-Interview anlässlich von Queens Auftritt in Milton Keynes ebenso wie weitere Interviews mit Freddie Mercury, Brian May und Roger Taylor. Insbesondere zeigt diese DVD Ausschnitte aus zwei anderen Konzerten aus dem Jahr 1982, die ebenfalls gefilmt worden waren. Die gesamte Aufzeichnung von Queens letztem Konzert des Jahres in der Nähe von Tokio am 3. November war ursprünglich ausschließlich in Japan als Video erschienen. Keyboarder während dieses zweiten, außereuropäischen Abschnitts der Hot-Space-Tournee war Fred Mandel, der im folgenden Jahr auch an Mays Soloalbum Star Fleet Project sowie Queens nächstem Studioalbum The Works mitwirkte.
Ausschnitte aus dem Konzert in Wien am 12. Mai 1982 in der Stadthalle:
1. Another One Bites the Dust
2. We Will Rock You
3. We Are the Champions
4. God Save the Queen

Ausschnitte aus dem Konzert in Tokorozawa bei Tokio am 3. November 1982 im Seibu-Lions-Stadion; Brian May spielte Klavier in Teo Torriatte:
1. Flash / The Hero
2. Now I’m Here
3. Impromptu
4. Put Out the Fire
5. Dragon Attack
6. Now I’m Here (Reprise)
7. Crazy Little Thing Called Love
8. Teo Torriatte (Let Us Cling Together)

Die so genannte Foto-Galerie der DVD ist mit einer Live-Version von Calling All Girls unterlegt, die ebenfalls am 3. November 1982 aufgenommen wurde.

## Kritik in den Medien
“All the live favourites are here: ‘Love Of My Life’, equal parts graceful lullaby and football terrace chant, but as charming as ever; ‘Now I’m Here’, spliced cleverly with The Game’s ‘Dragon Attack’, and ‘Fat Bottomed Girls’, sounding fatter than ever. And of course, it wouldn’t be a Queen gig without a little of Freddie’s playful crowd mastery. […] The set finishes predictably but majestically, with Queen’s pomp-rock coup de grace: ‘We Will Rock You’, followed by ‘We Are The Champions’ and ‘God Save The Queen’. If you need a reminder of just how invincible Queen were in concert, look no further.”

## Chartplatzierungen

### Album
- 9 – Portugal.[2]
- 10 – Deutschland (Platin).[3]
- 15 – Italien.[4]
- 20 – Großbritannien (Gold).[5]
- 23 – Österreich (Gold).[6]
- 52 – Schweiz.[7]
- 73 – Spanien.[8]
- 74 – Niederlande.[9]
- 75 – Frankreich.[10]
- 85 – Japan.

### DVD
- 1 – Belgien / Deutschland (2× Platin[3]) / Großbritannien (3× Platin[5]) / Italien / Österreich (Gold[6]) / Schweden.
- 2 – Neuseeland / Portugal (2× Platin).
- 4 – Norwegen.
- 5 – Frankreich.
- ? – Schweiz (Gold).[7]
- ? – USA (Platin).[11]